# Shih-tzu
Shih-tzu (výslovnost [ší-cu]) je starobylé plemeno společenských psů.

## Historie a původ
Historie shih-tzu sahá až k počátkům našeho letopočtu.[zdroj⁠?!] Jeho původ je stejně záhadný jako původ většiny asijských plemen.[zdroj⁠?!] Je řazen do skupiny „čínských psů“. Je známo, že plemeno shih-tzu bylo chováno a cílevědomě kříženo po několik století. Země původu tohoto plemene je Tibet. Předkové shih-tzu byli chováni v chrámech a klášterech.
Kontakt mezi Tibetem a Čínou se přibližně v 8. století, díky náboženskému propojení, prohloubil, což mělo vliv i na chov a rozšíření těchto psů. Přesvědčení o posvátnosti tibetských lvích psů, ve kterých údajně dále přežívají duše zemřelých mnichů a kněží, bylo svého času velice rozšířené.[zdroj⁠?!] Posvátnost dokazují i sochy se zřetelnou podobou lvího psa, nebo přímo lvů, který je symbolem ve světě buddhismu, z mědi nebo kamene umístěné před vchody chrámů a synagog jako strážci či hlídači.
Existuje množství pohádek a legend souvisejících se lvím psem.

## Chov ve světě

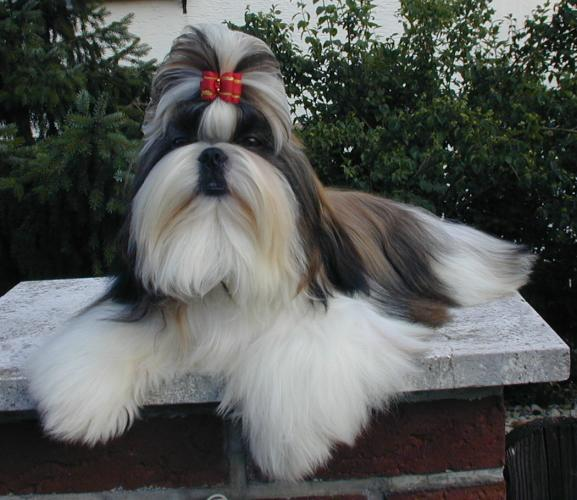
Shih-tzu

Od roku 1300 tyto psy lidé běžně chovali ve svých domovech. V roce 1908 Jeho Svatost Dalajláma daroval císařovně vdově Cch´- si , která v té době držela přes stovku pekinézů, několik psů. Ti byli popisováni jako podobní „lvím psům“ vídaným v Pekingu. Císařovna je nazvala ši-tzu kou. Po její smrti byli psi rozdáni nejrůznějším zájemcům.
První oficiální záznamy o importu lvích psů do Evropy pocházejí z roku 1901. Tito psi se nacházeli v Anglii, ale během první světové války všichni bez zanechání potomků vymřeli.[zdroj⁠?!] Další přišli do Anglie až po první světové válce.

## Chov v Česku
V plemenné knize ČR je jako první zapsaná fena Chanell vom Tadsch Mahal, narozená v roce 1978, druhé místo zaujímá dcera Chanell a Urmela vom Heydpark.
Dovezená fena Andromeda di Casa Corsini dala chovatelské stanici Krása Moravy život vrhu štěňat, jejichž otcem byl E´lal vom Tschomo Lungma. Dalšími dovezenými zvířaty byla fena Etana Chicatita z Belgie a pes Berril Le petit Joujou z tehdejší NSR. Po tomto psovi byly dva vrhy v chovatelských stanicích Sluneční svit a Krása Moravy. Dovozy z Rakouska, NSR a NDR rozšířily chovnou základnu. Chovatelský klub vznikl v roce 1978.